# Kacper Kłos
Kacper Kłos, né le 16 février 1998, est un haltérophile polonais.

## Palmarès

### Championnats d'Europe
- 2018 à Bucarest
  -  Médaille d'argent en moins de 85 kg.